# Elecciones municipales de Quito de 1955
Las elecciones municipales de Quito de 1955 resultaron con la elección de Carlos Andrade Marín, liberal, candidateado por el Frente Democrático Nacional, alianza entre el  Partido Liberal Radical Ecuatoriano y el Partido Socialista Ecuatoriano, venciendo al alcalde Rafael León Larrea del Partido Conservador Ecuatoriano.